# Нагрудний знак Тернопільської ОДА «Гордість Тернопілля»
Нагрудний знак Тернопільської ОДА «Гордість Тернопілля» — вручається з 2018 р.

## Відомості про відзнаку
14 лютого 2018 року Тернопільська обласна державна адміністрація затвердила Розпорядження голови про нагрудний знак «Гордість Тернопілля».

## Опис відзнаки
Відзнака Тернопільської обласної державної адміністрації — нагрудний знак «Гордість Тернопілля» має форму восьмикутної випуклої зірки з розбіжними променями.
Сторони зірки виготовлено з металу жовтого (золотого) і білого (срібного) кольору.
Посередині зірки розташоване зображення герба Тернопільської області синьої барви на жовтому (золотому) картуші, увінчаному Малим державним гербом України.
Герб з картушем розміщено на фоні кола, у нижній частині якого вміщено напис «Гордість Тернопілля» на синьому фоні. Усі зображення рельєфні.
Розмір знака між протилежними кінцями зірки — 80 мм.
Зворотний бік знака плоский.